# صادق‌خان زند

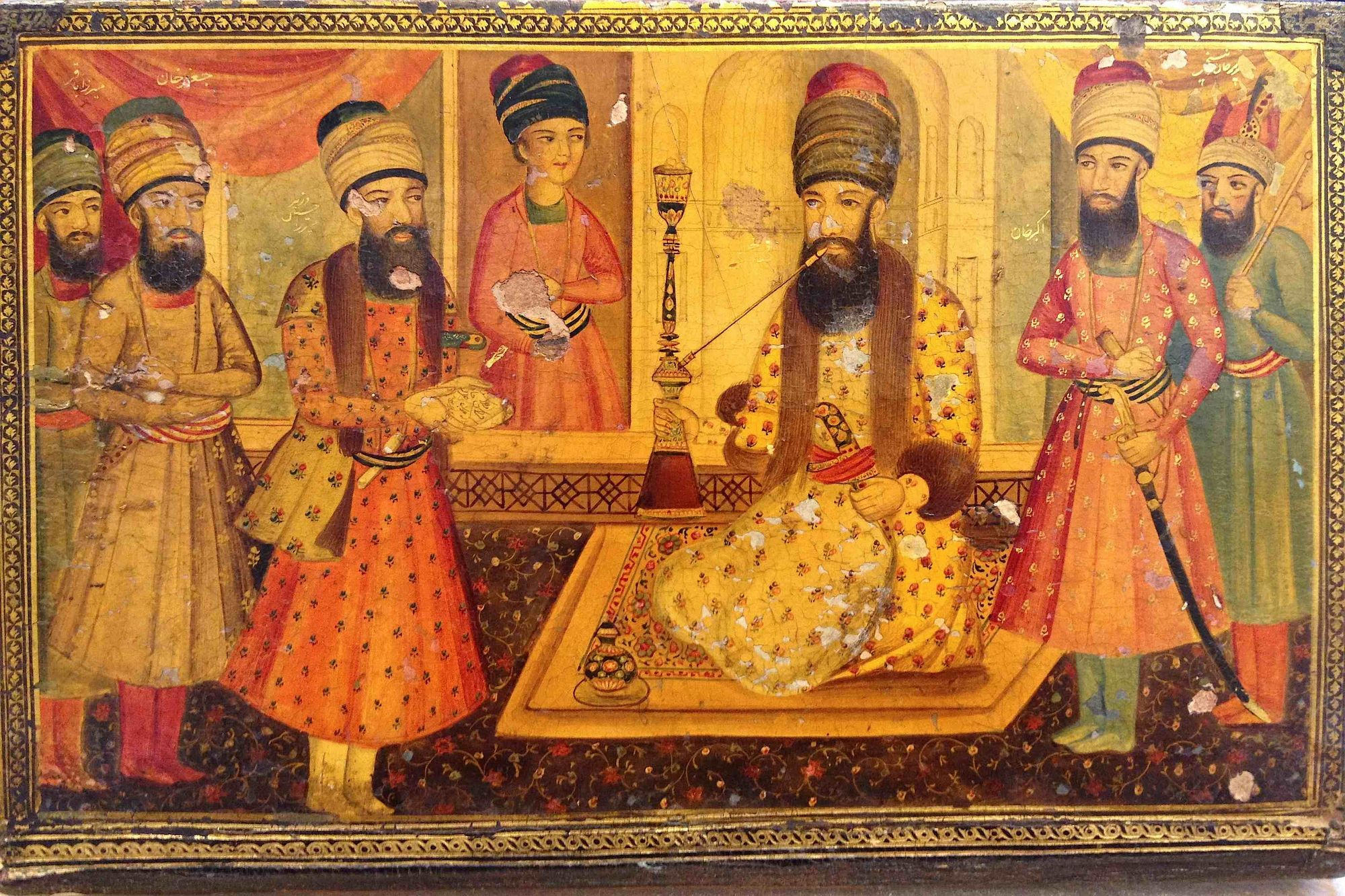
نگاره صادق خان و درباریان

محمدصادق بهادرخانِ زند (زاده ۱۱۴۱ ه.ق _ درگذشته ۱۸ ربیع الاول ۱۱۹۶ ه.ق) پنجمین فرمانروای دودمان زند، برادر تنی کریم‌خان زند و ناتنی زکی خان زند، پدر جعفرخان زند و پدر بزرگ لطفعلی خان زند بود.
صادق خان پس از قتل زکی خان، زمام امور را از دست برادرزاده اش ابوالفتح خان گرفت و در شعبان ۱۱۹۳ به عنوان پنجمین فرمانروای زند بر تخت سلطنت نشست. او تا ۱۸ ربیع‌الاول ۱۱۹۶ بر ایران حکومت کرد.
وی متولد ملایر بود. پدرش ایناق خان و مادرش بیگم آغا زنگنه بود. بیگم آغا پس از درگذشت شوهرش ایناق خان، با برادر او بوداق ازدواج کرد و از این ازدواج زکی خان زند متولد شد.

## نبرد با عثمانی و فتح بصره
بر اساس اسناد تاریخی؛ صادق خان زند پیش از آنکه با عثمانی درگیر نبرد گردد سفیری راهی استانبول نمود و ضمن یاداوری دلایل تیرگی روابط دو کشور کشتن عمرپاشا؛ والی بغداد؛ را تنها راه دوری گزیدن از جنگ برشمرد؛ اما سلطان عثمانی کوشید با دادن وعده‌هایی چند خان زیرک زند را فریب دهد و او را از این کار منصرف سازد. از این رو کریم خان فرمان فراز آوردن سپاه برای فتح بصره و در صورت امکان دیگر نقاط عراق داد .(کریم خان زند و زمان او؛ ص۱۱۴)
در تابستان سال ۱۱۸۸ق لشگریان ایران زمین به فرماندهی صادق خان برادر کریم خان آماده اجرای فرمان وکیل برای حمله به بصره بودند؛ لشگریانی که شمارشان در تاریخ نوشته‌ها متفاوت و از سی هزار تا پنجاه هزار نفر یاد شده است. (فارسنامه ناصری؛ ج۲؛ ص۶۱۳ و تاریخ ایران سرجان مالکم؛ ج۲؛ ص۲۸۵).
با این وجود به سبب پاره ای مسائل از جمله گرمای افزون مناطق جنوبی کشور حرکت سپاهیان زند چند ماهی به تعویق افتاد. سرانجام در دوازدهم محرم سال ۱۱۸۹ق لشگریان ایران به کرانه‌های اروندرود رسیدند و البته با بارش توپخانه بصره و کشتیهای انگلستان مورد استقبال گسترده قرار گرفتند (تاریخ ایران سرجان مالکم؛ ج۲؛ ص۲۸۵). با این وجود با کمک و یاری ۲۰۰۰ نفر از شناگران بختیاری با گذاشتن ردیفی از قایقها و بستن آنها به یکدیگر پس از هجده روز پلی بنا نهادند تا لشگریان بتوانند از اروندرود گذر نمایند.(گیتی گشای زندیه؛ ص۱۸۸)
به هر ترتیب؛ بصره در هشتم صفر در محاصره کامل نیروهای خان زند قرار گرفت اما پایداری بسیار عثمانیها و مردمان بصره صادق خان؛ فرمانده لشکر ایران؛ را ناگزیر ساخت تا برای فتح شهر برجهایی در برابر دیوار شهر برپا دارد و توپهای قلعه کوب بر فراز آنها استوار سازد (تاریخ گیتی گشا؛ ۷۱) با این وجود؛ ینی چریهای عثمانی و مردم بصره دیوارهای فروریخته بر اثر بارش مداوم توپهای ایرانیان را به سرعت بازسازی می‌نمودند. در این میان بسیاری از قبایل عرب نیز به یاری دو طرف درگیر برخاستند. صادق خان زند که خود مورد پشتیبانی برخی قبیله‌های عرب چون افراد طایفه بنی کعب قرار گرفته بود برای جلوگیری از کمکهای اعراب به ویژه اعراب عمان به نیروهای عثمانی دستور داد عرض رودخانه اروندرود را با بستن زنجیرهای محکم برای عبور کشتیها و قایقها بدون اجازه لشگریان ایران که دو طرف رودخانه را با پایگاه‌های دیده‌بانی و توپخانه محافظت می‌نمودند ناممکن سازند (کریم خان زند و خلیج فارس: ص۵۶). سرانجام در پی دلاوریهای لشگریان ایران و چاره اندیشی‌های سپهسالار ایران؛ والی بصره که سلیمان خان نام داشت ناگزیر به تسلیم گشت .(تاریخ ایران؛ ج۲؛ ص۲۸۶) چنان‌که پس از سیزده ماه پایداری در برابر لشگریان خان زند و البته با توجه به کمبود غذا و یاری رسانی اندک از سوی بغداد و استانبول در ۲۸ صفر سال ۱۱۹۰ق به هراه بزرگان بصره به خدمت سردار ارتش ایران رسید و از او امان خواست .(تاریخ ایران سرجان مالکم؛ ج۲؛ ص۲۸۶) آنچه روشن است چند روزی پس از این ماجرا سپاهیان ایران وارد بصره گشتند. صادق خان به هنگام ورود به شهر دستور داد تا سپاهیان از غارت و تاراج دوری گزینند؛ با این وجود برپایه گزارش برخی منابع تاریخی او از مردم بصره مبلغی را به عنوان غرامت جنگی ستاند.
چهار ماه پس از فتح بصره؛ صادق خان به فرمان وکیل به شیراز بازگشت. او به هنگام ترک بصره با برخی از طوایف عرب که در ان شهر می‌زیستند پیمان بست که از خیانت به علی محمد خان زند که جانشین او گشته بود بپرهیزند و دست او را به یاری بفشارند در عوض با خیالی آسوده و بدون ترس از مزاحمتهای احتمالی سپاهیان زند به کسب و کار خویش بپردازند. با این وجود حاکم نابخرد زند؛ علی محمد خان؛ که بر ثروت آنان رشک می‌برد بر اموال آنان طمع یافت و دارایی آنان را ضبط نمود. نتیجه این کار بیخردانه آن شد که اعراب سر به شورش برداشتند و بسیاری از سپاهیان ایران از جمله حکمران زند را کشتند.
در پی این وقایع ناگوار کریم خان دگربار صادق خان را از شیراز سوی بصره گسیل داشت تا با فرونشاندن آشوب دگربار حاکمیت فرمانروای ایران را بر ان ناحیه استوار سازد. با ورود سردار زند؛ شهر دگربار به تصرف نیروهای ایران درآمد و در حاکم نشین آن فردی ایرانی سکنی گزید. (کریم خان زند و خلیج فارس؛ ص۷۸) با این وجود هنوز اندک زمانی از فتح دوباره بصره نگذشته بود که کریم خان را مرگ دربرگرفت. درپی درگذشت کریم خان زند؛ صادق خان که خود مدعی تاج و تخت بود با آرزوی تکیه زدن بر اریکه شاهی بصره را فرونهاد. چنین بر می‌آید که این عامل و البته درگیریها و رقابتهای بی پایان خوانین زند سبب گردید تا عثمانیان در سال ۱۱۹۳ یا ۱۱۹۴ق دگربار بی دردسر بر بصره تسلط یابند.

## رسیدن به پادشاهی
پس از مرگ کریم خان و قدرت‌گیری زکی خان زند (به اسم فرزندان کریم خان) به قصد تصرف شیراز حرکت نمود ولی به جهت تهدید زکی خان به دستگیری و شکنجهٔ خانوادهٔ سپاهیان صادق خان، کاری از پیش نبرد و به سوی کرمان و بافت حرکت کرد و آن جا را تصرف نمود. با کشته شدن زکی خان در ۲۸ جمادی‌الاول ۱۱۹۳ ه‍.ق خود را به شیراز رساند. برای مدت کوتاهی فرمانروایی ابوالفتح‌خان زند (فرزند ارشد کریم خان) را پذیرفت ولی اندکی بعد در یکشنبه ۹ شعبان ۱۱۹۳ ه‍.ق او را بر کنار کرد و خود را فرمانروای زند خواند و به روایتی ابوالفتح خان را کور نمود.
روایت دیگر کور کردن ابوالفتح خان را به دستور علیمراد خان عنوان می‌کند. صادق خان زند پس از اطلاع از شورش علیمرادخان، به مقابله با او پرداخت اما پس از شکست مجبور شد جنگ را به دروازه‌های شیراز بکشاند.

## درگذشت
محاصره شیراز سرانجام پس از مدتی،با خیانت جمعی از سرداران صادق خان گشوده شد و او از علیمرادخان شکست خورد و در ۱۸ ربیع‌الاول ۱۱۹۶ ه‍.ق در زندان به قتل رسید یا به روایتی خودکشی کرد.
آرامگاه او در حرم شاهچراغ و در یکی از حجره های ایوان ورودی حرم قراردارد .سنگ مقبره صادق خان نیز در ورودی موزه حرم شاهچراغ نگهداری می شود.